# فوکوئی‌رپتور
فوکوئی‌رپتور (نام علمی: Fukuiraptor) نام یک سرده از تیره نوشکارچیان است.